# 樂溫縣
樂溫縣，是唐代、宋代、元代涪州所屬的一個縣，在今之重慶市長壽區，武德二年（619年）析巴縣地置，隸南潾州，武德九年（626年）屬涪州。開元二十二年（734年）省永安縣入樂溫縣。宋代仍屬涪州。元至元二十年（1283年）併入涪州。